# Viggetjärnen
Viggetjärnen är en sjö i Sundsvalls kommun i Medelpad och ingår i Ljungans huvudavrinningsområde. Sjön har en area på 0,172 kvadratkilometer och ligger 140 meter över havet.

## Delavrinningsområde
Viggetjärnen ingår i det delavrinningsområde (691264-154518) som SMHI kallar för Utloppet av Viggesjön. Medelhöjden är 229 meter över havet och ytan är 19,41 kvadratkilometer. Räknas de 16 avrinningsområdena uppströms in blir den ackumulerade arean 145,13 kvadratkilometer. Fanbyån (Palsjöån) som avvattnar avrinningsområdet har biflödesordning 2, vilket innebär att vattnet flödar genom totalt 2 vattendrag innan det når havet efter 72 kilometer. Avrinningsområdet består mestadels av skog (73 procent). Avrinningsområdet har 2,84 kvadratkilometer vattenytor vilket ger det en sjöprocent på 14,6 procent.